# Olga Alexejewna Morosowa
Olga Alexejewna Morosowa (russisch Ольга Алексеевна Морозова, englische Transkription Olga Morozova; * 10. März 1995 in Moskau) ist eine russische Badmintonspielerin.

## Karriere
Olga Morosowa belegte bei den Bulgaria Open 2012 jeweils Rang drei im Doppel und im Mixed. Bei den Kharkov International 2012 wurde sie Dritte im Mixed, bei den Turkey International 2012 Dritte im Doppel. Ein Jahr zuvor war sie bei der Badminton-Jugendeuropameisterschaft erfolgreich. 2011, 2012 und 2013 startete sie bei den Badminton-Juniorenweltmeisterschaften.